# Sandrine Mainville
Pour les articles homonymes, voir Mainville (homonymie).
Sandrine Mainville, née le 20 mars 1992, est une nageuse québécoise.
Elle remporte la médaille de bronze du relais 4 × 100 mètres nage libre aux Jeux olympiques d'été de 2016 à Rio de Janeiro avec Chantal Van Landeghem, Taylor Ruck et Penny Oleksiak.

## Palmarès

### Championnats du monde

#### Grand bassin
- Championnats du monde 2015 à Kazan :
  -  Médaille de bronze du relais 4 × 100 m nage libre mixte
- Championnats du monde 2017 à Budapest :
  -  Médaille de bronze du relais 4 × 100 m nage libre mixte (participe uniquement aux séries)